# 22919 Шувань
22919 Шувань (22919 Shuwan) — астероїд головного поясу, відкритий 2 жовтня 1999 року.
Тіссеранів параметр щодо Юпітера — 3,490.